# Rhyacophila vallisclausae
Rhyacophila vallisclausae là một loài Trichoptera trong họ Rhyacophilidae. Chúng phân bố ở miền Cổ bắc.